# Saint-Pierre (Giura)
Saint-Pierre è un comune francese di 329 abitanti situato nel dipartimento del Giura nella regione della Borgogna-Franca Contea.

## Società

### Evoluzione demografica
Abitanti censiti